# Тифен Ракнель
Тифен Ракнель, или Рагенель (фр. Tiphaine Raguenel; около 1335—1373) — благородная дама и астролог Бретани XIV века. Была первой супругой коннетабля Франции Бертрана дю Геклена.

## Биография

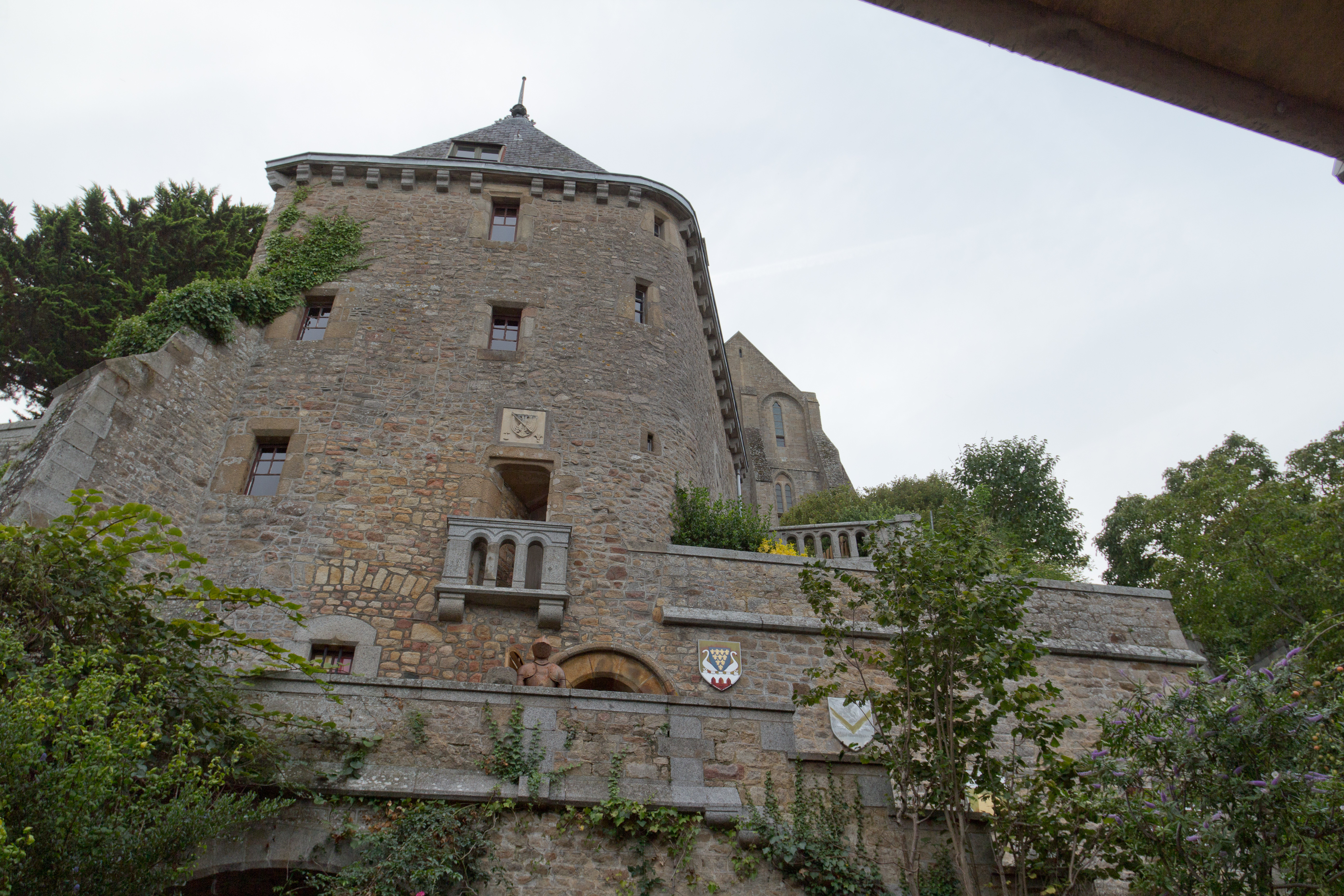
Фасад «дома Тифен Ракнель» на острове Мон-Сен-Мишель.

Дочь Робина III Ракнеля, лорда Шатель-Огер и героя Битвы тридцати, и Жанны де Динан, виконтессы Ла-Бельер. Тифен известна в первую очередь тем, что в 1363 году стала первой супругой коннетабля Франции Бертрана дю Геклена. Легенда сделала их союз примером куртуазной любви между красивой, просвещённой и верной женщиной и кажущимся для всех уродливым и безграмотным мужем.
У Тифен Ракнель была репутация образованной женщины, разбиравшейся в философии, медицине и астрологии, а также обладавшей даром пророчества. В 1359 году, за несколько лет до того, как Тифен вышла замуж за Бертрана, она предсказала его победу над Томасом Кентерберийским, а затем результаты и других его сражений.
Череп, приписываемый Тифен, был найден в 2012 году в реликварийной коробке старого дома в Динане и передан неизвестным жертвователем в местную библиотеку.

## Память
На острове Мон Сен-Мишель (Нормандия) есть дом под названием Logis Tiphaine Raguenel, принадлежащий ныне Филиппу, маркизу Сен-Жиль, в котором могла проживать в XIV веке леди Тифен. Фасады и крыши его с 1 марта 1928 года являются историческими памятниками. В доме действует музей супругов Дю-Геклен-Ракнель, среди экспонатов которого имеются подлинная мебель XIV века, гобелены, картины, рыцарские доспехи, средневековый «пояс целомудрия», а среди помещений — свадебная камера и астрологический кабинет. Дом построен был в 1365 году, и в нём действительно могла жить Тифен Ракнель, будучи замужем за дю Гекленом, когда последний был наместником короля в Нормандии.

## В литературе
- Леди Тифен Ракнель упоминается в историческом романе сэра Артура Конан Дойла «Белый отряд», где приводится её «пророчество». В этом «пророчестве» леди Тифен описывает картину будущего развития христианского Запада, начиная с эпохи Великих географических открытий, и кончая гегемонией Франции. «Пророчество» заканчивается рассказом о возвышении Великобритании, создавшей в XIX веке величайшую в истории мира колониальную империю, а затем о гегемонии её бывшей колонии — Соединённых Штатов Америки.
- Фигурирует также в историческом романе А. Дюма-отца «Бастард де Молеон» (1846).